# Haidong
Haidong (chiń. 海东; pinyin Hǎidōng) – miasto na prawach prefektury w Chinach, w prowincji Qinghai. W 2010 roku liczyło 1 396 846 mieszkańców.
8 lutego 2013 roku dotychczasowa prefektura Haidong została podniesiona do rangi miasta na prawach prefektury.

## Podział administracyjny
Prefektura Haidong podzielona jest na:
- 1 dzielnicę: Ledu
- 1 powiat: Ping’an
- 4 powiaty autonomiczne: Minhe, Huzhu, Hualong, Xunhua.